# Samu Tamás Gergő
Samu Tamás Gergő (Békés, 1986. március 17. –) 2010-től 2011-ig országgyűlési képviselő, 2014-től a Békés Megyei Közgyűlés képviselője.

## Élete
A szarvasi Vajda Péter Gimnázium és Szakközépiskolában érettségizett 2004-ben, majd felvételt nyert a Pécsi Tudományegyetemre, politológia szakirányra. Római katolikus vallású, nős. Angolul társalgási szinten beszél.

## A politikában
2003-ban csatlakozott Hatvannégy Vármegye Ifjúsági Mozgalomhoz. Részt vett a Jobbik Magyarországért Mozgalomzászlóbontó nagygyűlésén, 2003. október 24-én. A Magyarok Világszövetségének csapatában kampánykoordinátorként tevékenykedett. 2005-től a Jobbik Békés megyei szervezője, 2006-tól szarvasi, majd 2008-tól Békés megyei elnöke. 2006-ban megyei listás országgyűlési képviselőjelölt, és Marton József Zsolt egyéni jelölt kampányfőnöke. 2006-tól tagja a szarvasi képviselő-testület Ügyrendi Bizottságának.
2008-tól Vona Gábor felkérte a Jobbik kommunikációs titkárának. 2009-től tagja a Békés Megyei Szebb Jövőért Alapítvány kuratóriumának. Alelnöke a Jobbik Külügyi Bizottságának, a párt delegációjának tagjaként 2008 májusában Európai Parlamenti képviselőkkel tárgyalt Strasbourg-ban és a Brit Nemzeti Párt elnökével Londonban. A 2010-es országgyűlési választáson bekerült az Országgyűlésbe a Békés megyei területi listáról. Az Európai ügyek bizottságában tag 2010-2011-ig, 2011-től a Külügyi Bizottság tagja, az Országgyűlés egyik korjegyzője volt.
2011 májusában a Fővárosi Bíróság jogerősen két évre felfüggesztett, tíz hónap szabadságvesztésre ítélte, hivatalos személy elleni erőszak miatt, mivel 2008. március 15-én a rendőrökre támadt. Az ítélet után, 2011. május 11-én lemondott országgyűlési mandátumáról. A Jobbik a helyére a 2010-ben szintén a Békés megyei listán szerepelt Jámbor Nándort hívta be a parlamentbe. A Hatvannégy Vármegye Ifjúsági Mozgalom ezért a példamutató magatartásáért Nemzeti Ellenállás díjat adományozott neki.
A jövőben a Jobbik Békés megyei elnökeként és a megyei közgyűlés tagjaként dolgozik tovább. 2014 óta a Békés Megyei Közgyűlés tagja, a Jobbik frakcióvezetőjeként.
2020.11.05-én bejelentette kilépését a Jobbik Magyarországért Mozgalomból.

## Publikációk
Írásai jelentek meg a Szarvas és Vidéke, a Szarvasi 7, a Heti Kelet, a Magyar Jelen, a Nemzetőr, a Barikád.hu, a Kárpátia, és a Magyar Nemzet hasábjain.